# Praeconvoluta schmidti
Praeconvoluta schmidti är en plattmaskart som beskrevs av Faubel 1977. Praeconvoluta schmidti ingår i släktet Praeconvoluta och familjen Isodiametridae. Inga underarter finns listade i Catalogue of Life.